# Bingo (сингл Gucci Mane)
«Bingo» — четвертий сингл американського репера Gucci Mane з його шостого студійного альбому The State vs. Radric Davis. Спершу третім і четвертим окремками мали стати «Worst Enemy» й «Heavy». Однак обидва релізи скасували й видали лише для промо у листопаді 2009.

## Відеокліп
Прем'єра відбулась на телеканалі ВЕТ 4 березня 2010. Gucci Mane, Soulja Boy та Waka Flocka читають реп на парковці вночі. Камео: Delicious із шоу «Flavor of Love 2».

## Чартові позиції
Сингл дебютував на 98-ій сходинці Hot R&B/Hip-Hop Songs, пізніше піднявся на 75-ту.
| Чарт (2009)                          | Найвища позиція |
| ------------------------------------ | --------------- |
| US Hot R&B/Hip-Hop Songs (Billboard) | 75              |